# Синицын, Сергей Павлович
Сергей Павлович Сини́цын — советский велогонщик.

## Карьера
Воспитанник свердловской школы заслуженного тренера РСФСР по велоспорту Р. Ф. Фалалеева.
С. Синицын становился серебряным призёром чемпионата Мира (1974) и многократным победителем международных гонок.